# Isola Verde (Antartide)
L'isola Verde è un piccolo isolotto che fa parte dell'arcipelago delle Isole Berthelot, situato al largo della costa occidentale della Terra di Graham, nella Penisola Antartica.

## Storia
L'isola fu approssimativamente cartografata dalla British Graham Land Expedition del 1935, e battezzata Green Island per la presenza di una delle più vaste aree di vegetazione nell'area della penisola Antartica.

## Descrizione
L'isola è situata a circa 3 km dalla costa della Terra di Graham nella penisola Antartica. È lunga 520 m da nord a sud e larga 500 m da est a ovest, culminando in una cima arrotondata alta 83 m. Si eleva ripidamente su tutti i lati, con ripide scogliere sui versanti meridionale e orientale.

## Flora e Fauna
Sui pendii esposti a nord sono presenti tappeti ben sviluppati di muschio erboso formati da Polytrichum strictum e Chorisodontium aciphyllum che crescono su uno strato di torba profondo oltre un metro. La graminacea Deschampsia antarctica, una delle sole due specie di angiosperme presenti in Antartide, cresce in piccoli appezzamenti sulla estremità nord-occidentale dell'isola, su un costone ripido e roccioso, in prossimità di una numerosa colonia di cormorani imperiali (Leucocarbo atriceps).

## Conservazione
Il territorio dell'isola è protetto dal Trattato Antartico come Area Specialmente Protetta dell'Antartide (codice ASPA 108) a causa della sua vegetazione, definita come “probabilmente la più rigogliosa di tutta la parte occidentale della Penisola Antartica”.